# Stenalcidia farinosa
Stenalcidia farinosa är en fjärilsart som beskrevs av W. Warren 1897. Stenalcidia farinosa ingår i släktet Stenalcidia och familjen mätare. Inga underarter finns listade i Catalogue of Life.